# Türi
Pour la commune, voir Türi (commune).
Türi est une ville située dans la commune de Türi de la région administrative du Järvamaa en Estonie.
Elle abrite 6 053 habitants au 1er janvier 2011.

## Histoire
La première mention de Türi (sous le nom de Turgel) date de 1347.
La première école ouvre en 1687.
La construction du chemin de fer de Viljandi à Tallinn avec la mise en service en 1900 des lignes Viljandi–Tallinn et Türi–Paide et d'une usine de cellulose permet le développement de Türi.
Türi obtient le statut de ville en 1926.
De 1937 à 1941, la station de radio Türi diffuse la radio estonienne.
La tour de radio-transmission a une de hauteur de 196,6 mètres et sa construction est parmi les plus modernes d'Europe.
Elle est détruite en 1941 par l'armée rouge.
Pendant la seconde Guerre mondiale, l'été 1941 la plus grande partie de la ville est détruite lorsque la ligne de front traverse la ville.
Pendant l'occupation soviétique de l'Estonie, la ville est reconstruite et se redéveloppe économiquement.
Le musée de Türi ouvre ses portes en 1995.
Depuis 2000, Türi est officiellement appelée "capitale de printemps de l'Estonie".
La ville est riche en jardins et en espaces verts.
Le parc de Lokuta, datant de la seconde moitié du XIXe siècle, est idéal pour les promenades.
Le lac artificiel de 8 hectares est la destination populaire des habitants.
En 2005, Türi devient le centre administratif de la nouvelle commune de Türi.

## Personnalités
- Johannes Hiob (1907–1942), compositeur.
- Kaia Iva (1964-2023), femme politique.
- Rein Raamat (né en 1931), cinéaste d'animation.

## Jumelage
La ville fait partie du douzelage depuis 2004.
| - Altea, Espagne - 1991 - Bad Kötzting, Allemagne - 1991 - Bellagio, Italie - 1991 - Bundoran, Irlande - 1991 - Granville, France - 1991 - Holstebro, Danemark - 1991 | - Houffalize, Belgique - 1991 - Meerssen, Pays Bas - 1991 - Niederanven, Luxembourg - 1991 - Preveza, Grèce - 1991 - Sesimbra, Portugal - 1991 - Sherborne, Grande-Bretagne - 1991 | - Karkkila, Finlande - 1997 - Oxelösund, Suède - 1998 - Judenburg, Autriche - 1999 - Chojna, Pologne - 2004 - Kőszeg, Hongrie - 2004 - Sigulda, Lettonie - 2004 | - Sušice, République tchèque - 2004 - Türi, Estonie - 2004 - Zvolen, Slovaquie - 2007 - Prienai, Lituanie - 2008 - Marsaskala, Malte - 2009 - Siret, Roumanie - 2010 |

autres jumelages
| - Åmål, Suède - Frogn, Norvège - Ingå, Finlande - Kiikala, Finlande | - Loimaa, Finlande - Prienai, Lituanie - Säkylä, Finlande - Siuntio, Finlande |

## Galerie

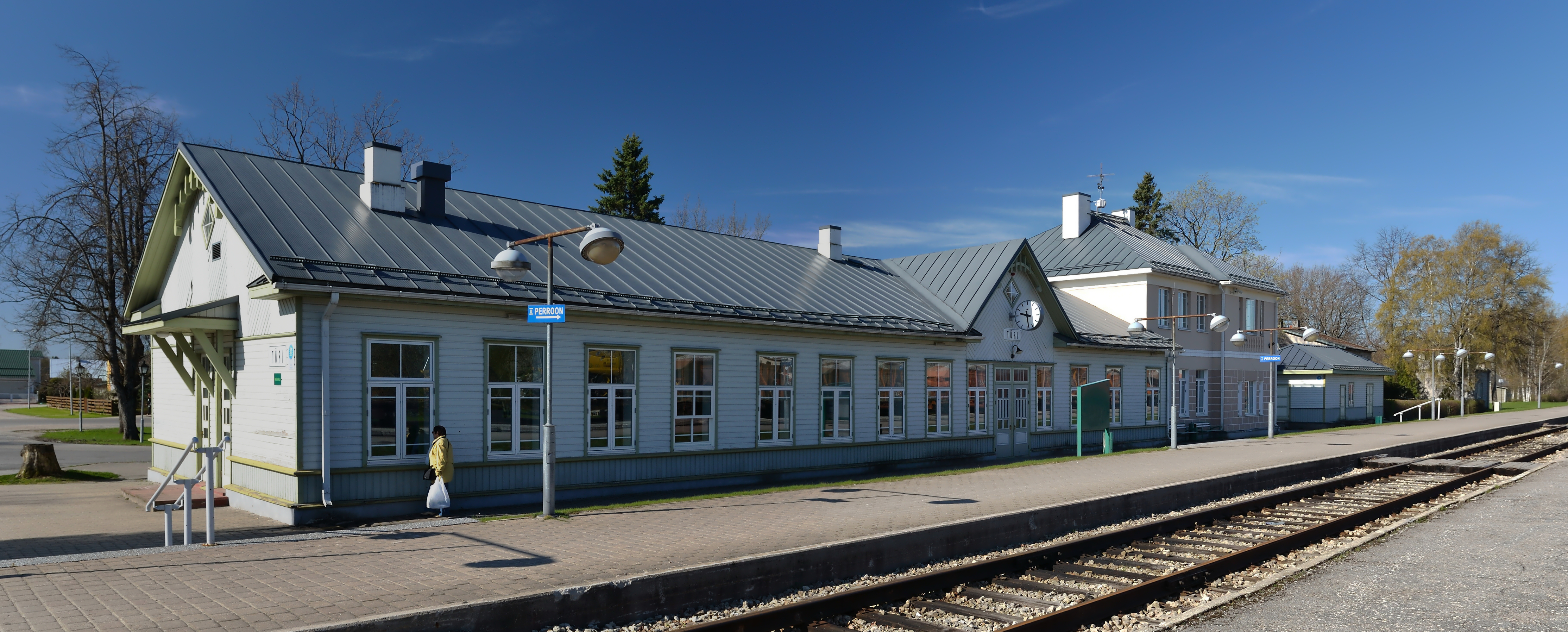
Gare de Türi
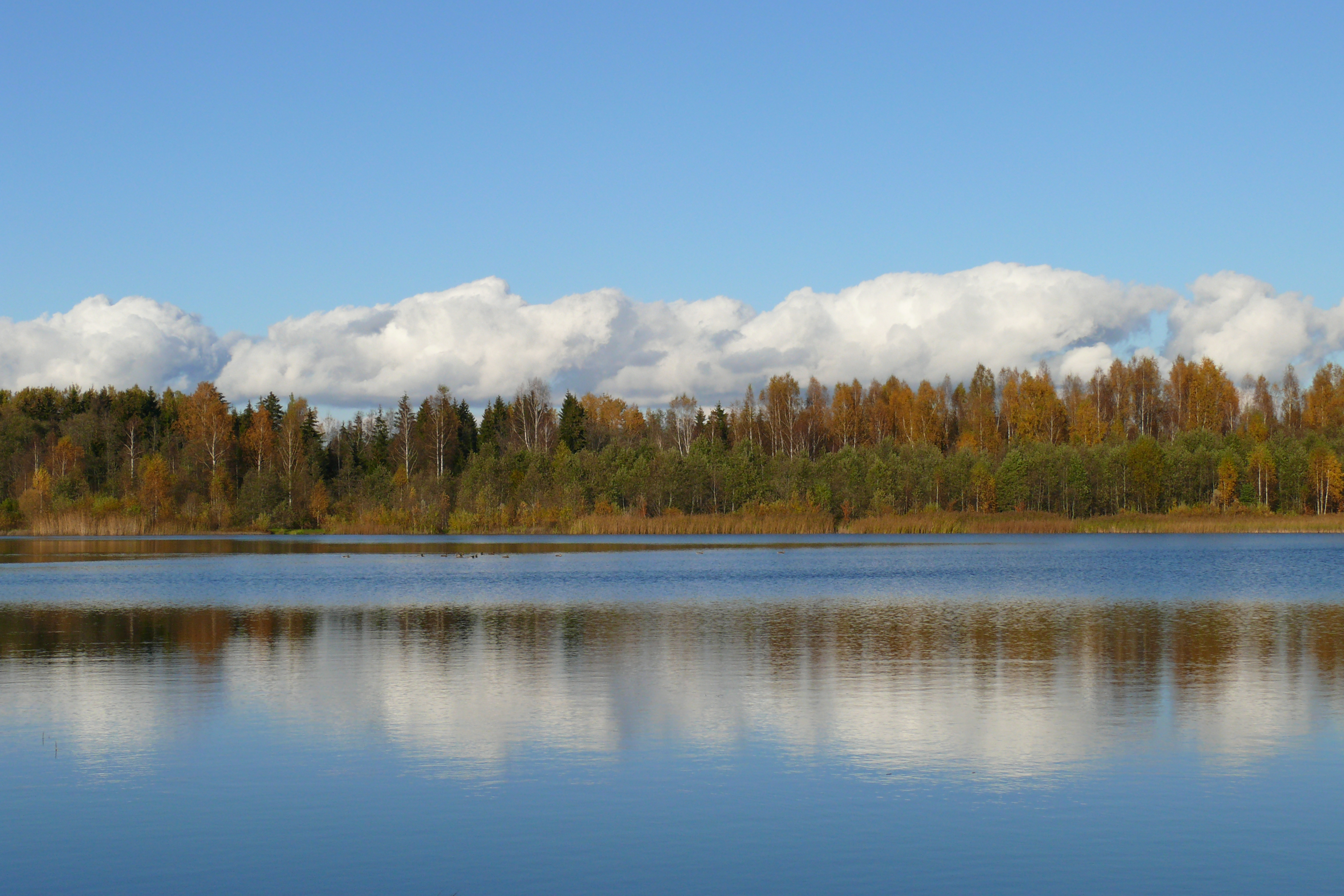
Lac artificiel de Türi.
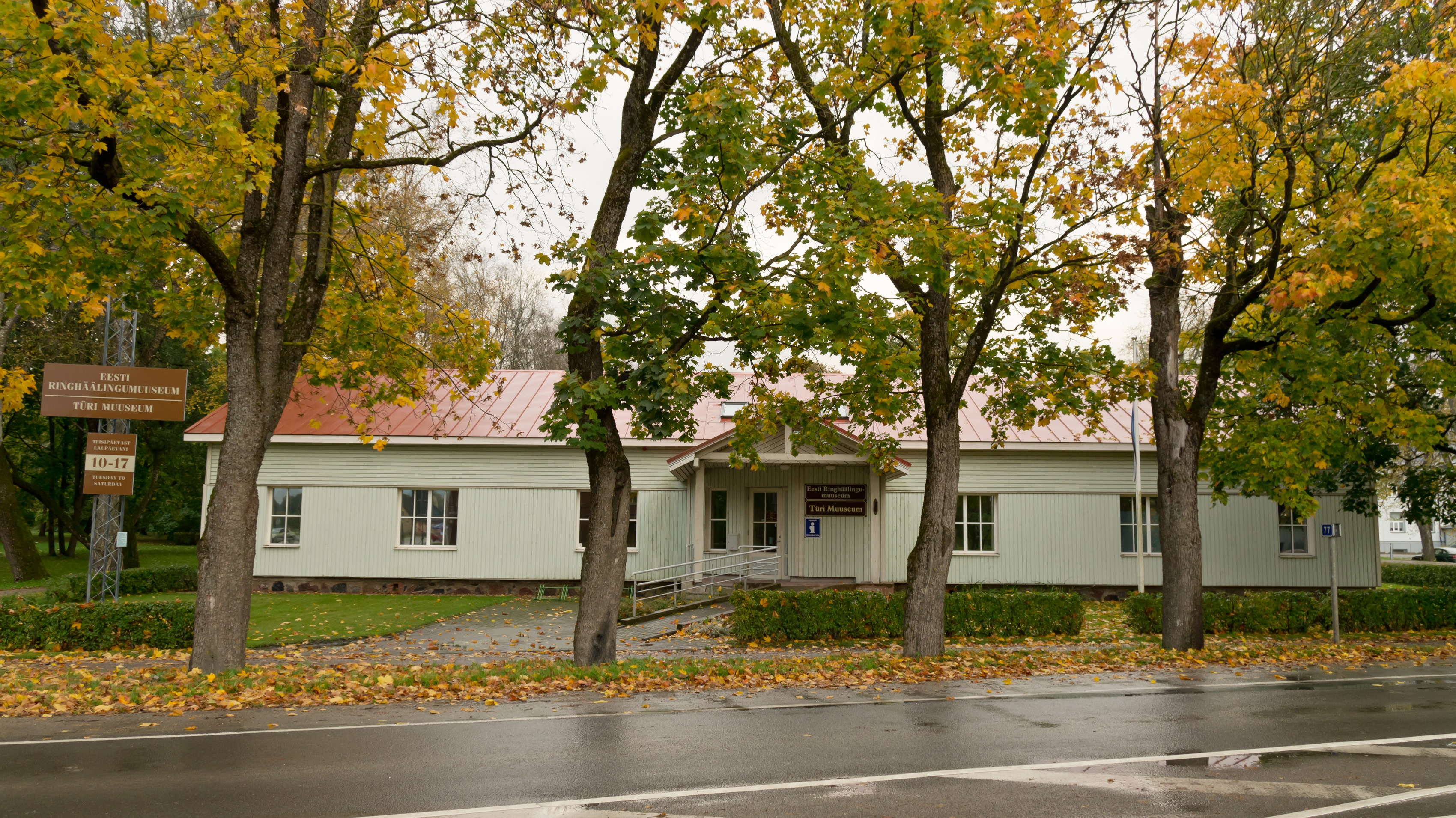
Musée de la radiodiffusion.
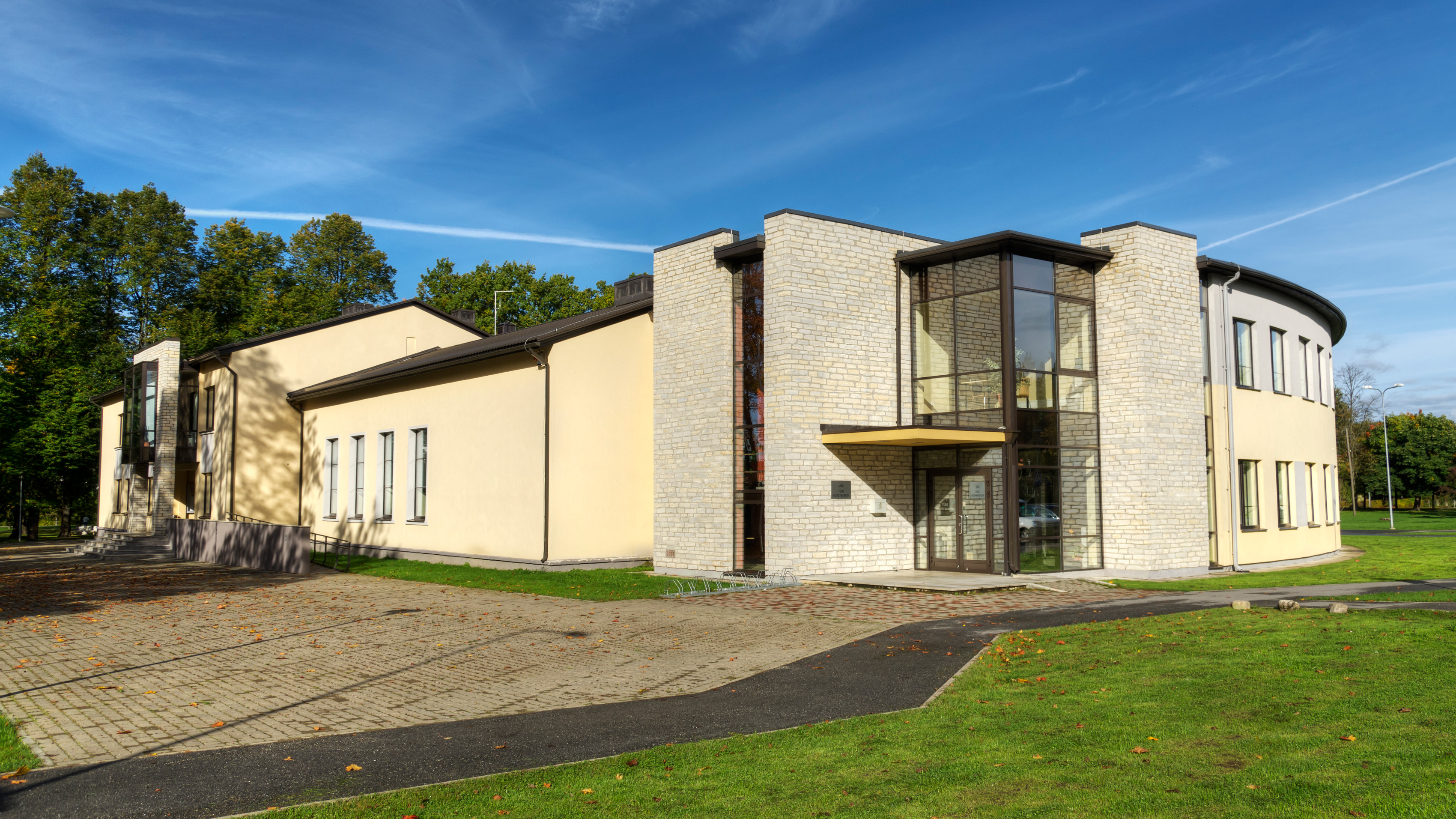
Maison de la culture.